# Bobby Moore
Robert Frederick Chelsea «Bobby» Moore (Londres, 12 de abril de 1941-Londres, 24 de febrero de 1993) fue un futbolista inglés de gran calidad técnica, considerado uno de los mejores defensas de la historia. Fue capitán del West Ham United y de la selección de fútbol de Inglaterra en la Copa del Mundo de 1966, celebrada en ese país y en la que el equipo de los tres leones obtuvo el título.

## Biografía
Nació en Barking, un suburbio de Londres en el Reino Unido. Moore, el mejor defensa de la historia de Inglaterra, parecía carecer del ritmo y el físico necesarios para ser un buen defensa central, no era potente a pesar de su talla. Ligero y ágil, tenía una ubicación y una visión magnífica para el juego, y siempre estaba un paso por delante de los atacantes contrarios. Sus entradas eran limpias y rara vez era amonestado. 
Moore capitaneó a Inglaterra en noventa encuentros, un récord compartido con Billy Wright, en la que destaca la victoria de la Copa Mundial de fútbol de 1966. Lideró a Inglaterra entre 1962 y 1973. Pasó la mayor parte de su carrera en el West Ham, que ha retirado su dorsal, el seis, hasta que a los treinta y dos años se fue al Fulham FC (junto con George Best) y finalmente viajó a Estados Unidos para jugar con los Seattle Sounders y el San Antonio Thunder. 
Su amistad con Pelé se cimentó en 1970, cuando los dos hombres disputaron un combate épico por la supremacía de Inglaterra en el Mundial frente a Brasil. Pelé declaró que Moore era el mejor defensa con el que había jugado.
Está considerado como uno de los mejores jugadores de la historia.

### Muerte
Falleció el 24 de febrero de 1993 después de sufrir de cáncer de colon, a los 51 años de edad. Sus restos reposan en el cementerio de la ciudad de Londres.

## Clubes
| Club                | País           | Año       |
| ------------------- | -------------- | --------- |
| West Ham            | Inglaterra     | 1958-1974 |
| Fulham              | Inglaterra     | 1974-1977 |
| San Antonio Thunder | Estados Unidos | 1977      |
| Seattle Sounders    | Estados Unidos | 1978      |

## Palmarés

### Campeonatos nacionales
| Título           | Club            | País       | Año  |
| ---------------- | --------------- | ---------- | ---- |
| FA Cup           | West Ham United | Inglaterra | 1964 |
| Community Shield | West Ham United | Inglaterra | 1965 |

### Campeonatos internacionales
| Título                 | Club                    | Sede       | Año  |
| ---------------------- | ----------------------- | ---------- | ---- |
| Recopa de Europa       | West Ham United         | Inglaterra | 1965 |
| Copa Mundial de Fútbol | Selección de Inglaterra | Inglaterra | 1966 |

## Filmografía
Fue uno de los futbolistas profesionales que participó en la película de 1981 Evasión o victoria, dirigida por John Huston.